# 드래곤 길들이기
드래곤 길들이기(How to Train Your Dragon, 약칭 HtTYD)는 동명의 소설을 원작으로 한 미디어들을 말한다.

## 영화

### 장편 애니메이션 영화
- 드래곤 길들이기 (2010년 영화)
- 드래곤 길들이기 2
- 드래곤 길들이기 3

### 단편 애니메이션 영화
- 전설의 드래곤 본내퍼
- 나이트 퓨리의 선물
- 북 오브 드래곤즈

### 실사 애니메이션 영화
- 드래곤 길들이기 (2025년 영화)

## 텔레비전 애니메이션
- 드래곤 길들이기 (애니메이션)

## 비디오 게임
- 드래곤 길들이기: 드래곤 길들이기를 바탕으로 제작된 게임